# Футболист года в Молдове
Футболист года в Молдове — ежегодная награда Молдавской федерации футбола, присуждаемая лучшему футболисту Молдовы по итогам года.

## Футболисты года
| Год  | Победитель         | 2-е место         | 3-е место        |
| ---- | ------------------ | ----------------- | ---------------- |
| 1992 | Александр Спиридон |                   |                  |
| 1993 | Александр Куртиян  |                   |                  |
| 1994 | Сергей Клещенко    |                   |                  |
| 1995 | Ион Тестемициану   |                   |                  |
| 1996 | Сергей Рогачёв     |                   |                  |
| 1997 | Ион Тестемициану   |                   |                  |
| 1998 | Александр Куртиян  |                   |                  |
| 1999 | Сергей Епуряну     |                   |                  |
| 2000 | Сергей Клещенко    |                   |                  |
| 2001 | Сергей Рогачёв     | Сергей Клещенко   | Раду Ребежа      |
| 2002 | Борис Чеботарь     |                   |                  |
| 2003 | Сергей Ковальчук   |                   |                  |
| 2004 | Сергей Ковальчук   | Раду Ребежа       | Сергей Даду      |
| 2005 | Сергей Ковальчук   | Раду Ребежа       | Сергей Рогачёв   |
| 2006 | Раду Ребежа        | Сергей Ковальчук  | Виорел Фрунзе    |
| 2007 | Александр Епуряну  | Раду Ребежа       | Виорел Фрунзе    |
| 2008 | Виталий Бордиян    | Александр Епуряну | Игорь Цыгырлаш   |
| 2009 | Александр Епуряну  | Александр Гацкан  | Сергей Даду      |
| 2010 | Александр Епуряну  | Александр Суворов | Виталий Бордиян  |
| 2011 | Александр Суворов  | Александр Епуряну | Игорь Армаш      |
| 2012 | Александр Епуряну  | Игорь Армаш       | Александр Гацкан |
| 2013 | Александр Гацкан   | Александр Епуряну | Артур Ионицэ     |
| 2014 | Артур Ионицэ       | Александр Епуряну | Илья Чебану      |
| 2015 | Александр Гацкан   | Игорь Армаш       | Артур Ионицэ     |
| 2016 | Александр Гацкан   |                   |                  |
| 2017 | Александр Гацкан   |                   |                  |
| 2018 | Александр Епуряну  | Александр Гацкан  | Артур Ионицэ     |
| 2019 | Артур Ионицэ       |                   |                  |
| 2020 | Олег Рябчук        | Александр Епуряну | Артур Ионицэ     |

## Тренер года
| Год  | Победитель                                           | 2-е место                                                  | 3-е место                                 |
| ---- | ---------------------------------------------------- | ---------------------------------------------------------- | ----------------------------------------- |
| 2001 | Александр Спиридон (Молдавия (до 21 года), Молдавия) |                                                            |                                           |
| 2004 | Александр Мацюра (Нистру)                            |                                                            |                                           |
| 2005 | Борис Тропанец (Молдавия (до 21 года))               |                                                            |                                           |
| 2007 | Добровольский, Игорь Иванович (Молдавия)             | Эмилиан Карас (Дачия)                                      | Леонид Кучук (Шериф)                      |
| 2009 | Леонид Кучук (Шериф)                                 |                                                            |                                           |
| 2012 | Влад Гоян (Тирасполь)                                | Добровольский, Игорь Иванович                              | Ион Карас и Александр Куртиан             |
| 2013 | Ион Карас (Молдавия)                                 | Лилиан Попеску (Костулены)                                 | Александр Куртиян (Молдавия (до 21 года)) |
| 2014 | Лилиан Попеску (Костулены)                           | Александр Куртиян (Молдавия (до 21 года)/Сборная Молдавии) | Олег Кубарев (Зимбру)                     |
| 2015 | Юрий Осипенко (Милсами)                              | Штефан Стойка (Сборная Молдавии)                           | Лилиан Попеску                            |
| 2016 | Андриан Сосновский (Милсами)                         |                                                            |                                           |

## См.также
Футбол в Молдове